# Фан И
Фан И (кит. упр. 方毅, пиньинь Fāng Yì, 26 февраля 1916 — 17 октября 1997) — революционер, учёный, дипломат и политический деятель КНР. Президент Академии наук Китая в 1978—1981 гг.
В 1982–1988 годах член Госсовета КНР. Член Политбюро ЦК КПК (до 1987 года).

## Биография
Родился 26 февраля 1916 года в бедной семье в Сямэне (Амой). В январе 1930 года вступил в КСМК (Коммунистический союз молодёжи Китая), член КПК с 1931 года.

## Ранние годы
С ранних лет присоединился к подпольному революционному движению в родной провинции Фуцзянь. В 1934 г., находясь в Шанхае, был заключен в тюрьму и вышел на свободу лишь в августе 1937 г. Сразу после выхода на свободу был отправлен на работу в провинцию Хубэй. Занимался антияпонской пропагандой на территории провинций Аньхой, Хубэй и в других местах. В разное время занимал должности: постоянного члена хубэйского провинциального комитета КПК, заведующего отделом перевозки гражданских грузов, секретаря Особого комитета восточного Хубэя, заведующего политотделом 5-го подразделения Новой четвёртой армии, главы административного управления Пограничного района Хуайнань (на территории провинций Аньхой и Цзянсу), заместителя председателя правительства Пограничного района, члена отделения ЦК КПК по Центральному Китаю, заместителя начальника Финансово-экономического управления Восточного Китая, заместителя председателя народного правительства провинции Шаньдун и др.

## После образования КНР
После образования КНР Фан И вернулся в родные места и вступил в должность заместителя председателя народного правительства провинции Фуцзянь, а также второго секретаря провинциального комитета КПК. В 1952 году перешёл на должность вице-мэра Шанхая.